# 13·67
《13．67》是香港作家陳浩基的短篇連作集推理小說，透過刑警師徒關振鐸和駱小明為主角的各種案件，以反向年代紀的倒敘手法，描繪1967至2013年香港風起雲湧的社會變遷。全書分為六個獨立的中篇本格推理故事，既有本格推理的謎團和邏輯趣味、又兼具勾勒城市風景的厚重歷史感，構成一部氣勢雄渾的社會派犯罪史詩。
2014年台灣版上市後，在法蘭克福書展創下華語書籍史上最快售出外文版權的紀錄，並迅速賣出英、美、法、德、義、日、韓等12國版權，是少數真正打入國際市場的華文推理小說。本書獲得台北國際書展大獎、日本週刊文春、本屋大賞、這本推理小說了不起！等多項海內外推理及文學獎項，台灣推理作家陳嘉振認為本作是「華文推理小說史上一座重要的里程碑」，日本推理評論家玉田誠盛讚其「不只是頂尖的本格推理，亦是社會派推理的傑作」。

## 創作起源
第一章的故事〈黑與白之間的真實〉，原本是陳浩基為了台灣推理作家協會內部比賽而寫的。當年的比賽主題是「安樂椅神探」，陳浩基突發奇想，想創造一個「只能說『yes』和『no』卻仍可以破案的角色」。故事完成時，他發現字數達到三萬五千字，超出限制三萬字太多，便把這個故事留待日後再用，另寫一篇小說參賽。
後來在創作《13．67》的過程中，陳浩基用了七成以上的時間來制定故事的流程、人物表、時間表、地圖，餘下不足三成的時間才真正下筆寫作。原本考慮整個故事分成三段，第一段發生在當下2010年代、第二段發生在1980年代、第三段在1960年代，但一開始寫大綱和做資料搜集時，他又發覺故事可以再寫長一點，後來成為六段故事的短篇連作合集。
《13．67》最早是在台灣出版的繁體中文版，雖然在台灣與香港反應都很熱烈，但不少香港讀者認為文中夾帶太多關於「香港常識」的解釋，似乎沒有照顧到香港本地的讀者。對此陳浩基承認：「我的作品的確以台灣讀者為主，多加解釋也是為了一個更大的市場，單靠香港未必能夠完全支持我。」並在2018年推出「香港修訂版」，書中用語、台詞皆為香港市場有所調整。

## 國際版權
2014年6月12日，台灣版權經紀人譚光磊在編輯朋友冬陽的推薦下，於誠品書店台大店買入剛出版三天的《13．67》，並在往後十天裡深陷其中，認為「這完全是國際級的水準，絕對有海外市場的潛力。」他讀完作品後立刻聯絡皇冠出版社，簽下這本書的海外代理權。
在準備英文譯稿樣章時，譚光磊挑了自己最欣賞的第四章〈泰美思的天秤〉，因為該章節具有縝密的謎團設計、火爆的動作場面，足以代表本書最大的優點。由於故事舞台在香港，為了不讓翻譯失去原味，他找到成長於香港、在英國唸大學、當時在上海工作的張菁進行翻譯，並請陳浩基整理了一份書中所有章節的中英名詞對照表。但因為要準備完整的英文劇情大綱或審讀報告，譚光磊總覺得茲事體大、因而久未著手。
9月28日，香港佔中事件衍生的抗命運動「雨傘革命」爆發，全世界媒體都聚焦在香港。譚光磊認為《13．67》描寫香港警察自1967年六七暴動以來半個世紀的演變，或許是向外國出版社推薦本書的一個契機。他放下所有事情，趕出一封將近一千字的長信，開頭先講香港佔中事件，繼而連結到《13．67》，並在當日下班前把資料發給各國代理。他借用法蘭克．威爾許的香港歷史著作《借來的地方》之典故，融合書中兩個章節「Borrowed Place」和「Borrowed Time」，幫這本書取了一個英文書名「The Borrowed」，來指涉這座城市「被租借」的一切，後來也被採納為英國版與美國版的正式書名。
在資料信寄出當天晚上，美國版權經紀人馬可斯．霍夫曼（Markus Hoffmann）正要搭火車從倫敦到阿姆斯特丹。他在車上讀完〈泰美思的天秤〉英文譯稿後，馬上同意代理這本書。10月5日，譚光磊前往法蘭克福書展的路上，法國代理安娜也來信表達全力支持。10月10日，法國德諾爾出版社（Denoel）的編輯總監碧翠詩．杜瓦（Beatrice Duval）遞上名片，背面寫了《13．67》法文版版權報價條件，希望在下午五點前能夠得到答覆，否則這份報價就自動失效。法國版隨後便以超乎想像的高價，成為《13．67》第一筆海外授權，也創下華語書籍史上最快售出外文版權的紀錄。11月底，義大利塞勒里奥出版社（Sellerio）買下義大利文版權。12月底，英國、美國和加拿大版權，分別由 Head of Zeus、Grove/Atlantic、House of Anansi 三家知名獨立出版社簽下，完成全球英語市場的佈局。隔年1月初，荷蘭戴格出版社（De Geus）也買下版權。截至2017年，《13．67》共賣出12國版權，為華語推理文學史上的罕見成績。

## 獎項
- 2015年台灣台北國際書展大獎「小說類」（首位香港作家獲獎）[8]
- 2017年日本週刊文春推理小說 Best 10[9]
- 2017年日本本格推理小說 Best 10 「海外篇」第1名（首位亞洲作家入選）[9]
- 2017年日本本屋大賞「翻譯小說」第2名[10]
- 2018年日本這本推理小說了不起！「海外篇」第2名[11]

## 章節
《13．67》是由六個獨立的中篇故事所組成，分別是〈黑與白之間的真實〉、〈囚徒道義〉、〈最長的一日．The Longest Day〉、〈泰美斯的天秤．The Balance of Themis〉、〈Borrowed Place〉、〈Borrowed Time〉。

### 〈黑與白之間的真實〉
2013年，富商阮文彬於自宅身亡，在場的五人都有嫌疑。負責偵查的是九龍總區重案組組長駱小明督察，他來到神探關振鐸的病床前，希望已經陷入彌留的師父助他一臂之力，但腦波儀器卻只能傳達「Yes」和「No」兩種答案。

### 〈囚徒道義〉
2003年，「洪義聯」和「興忠禾」兩大幫派的鬥爭；新人女星唐穎被殺身亡。已經退休的警方約聘顧問關振鐸、以及新任油尖區重案組第二隊指揮官駱小明，將要與黑幫老大左漢強一較高下。

### 〈最長的一日．The Longest Day〉
1997年，臨近九七大限的六月六日，港島區同時發生強酸隨機傷人、警匪追逐槍戰、重犯石本添趁著就醫時逃脫，刑事情報科組長關振鐸帶著駱小明追查真相。

### 〈泰美斯的天秤．The Balance of Themis〉
1989年，通緝要犯石本勝和同夥藏身於嘉輝樓，負責跟監行動的鄧霆督察不服從上級命令，導致了多人喪命的槍戰。高級警司關振鐸剛就任刑事情報科B組組長，發現案情並不單純。

### 〈Borrowed Place〉
1977年，廉政公署成立第三年，警廉衝突逐漸升高。來自英國的廉政公署調查員夏嘉瀚兒子遭到綁架而報警求助，處理案件的正是他在英國曾經教授過的九龍區刑事偵緝部高級督察關振鐸。

### 〈Borrowed Time〉
1967年，香港發生六七暴動，左派份子企圖顛覆港英政府，20歲的員警阿七和在士多打工的「我」抽絲剝繭聯手偵破了一起大型炸彈陰謀。

## 角色介紹

### 警務處
| 角色   | 介紹 | 登場章節 |
| 關振鐸 | 人稱「天眼」的神探，曾獲提拔至英國受訓兩年。 1997–2013年：警方約聘顧問。 1990年代：總部刑事情報科B組組長、高級警司。 1980年代：任職港島重案組指揮官、警司。 1977年：30歲，九龍區刑事偵緝部高級督察。 1967年：軍裝警員 編號 4447 駐守灣仔 | 全書 |
| 駱小明 | 2002–2013年：西九龍油尖區重案組第二隊指揮官、由見習督察升至督察。 1997年：在刑事情報科B組警長，並成為關振鐸的關門弟子。 1989年：旺角區重案組警員。                                                                                       | 〈黑與白之間的真實〉、〈囚徒道義〉、 〈最長的一日．The Longest Day〉、〈泰美斯的天秤．The Balance of Themis〉 |
| 劉禮舜 | 2003年：西九龍總區刑事部助理指揮官、高級警司。 1989年：任職於總部刑事情報科A組、高級警司。 1983–1985年：港島重案組分隊長。 | 〈囚徒道義〉、〈泰美斯的天秤．The Balance of Themis〉                                                         |
| 蔡錦剛 | 1997年：刑事情報科B組第一隊隊長、總督察。同年接替關振鐸B組組長之位。 | 〈最長的一日．The Longest Day〉                                                                               |
| 曹坤   | 1997年：刑事情報科總指揮官、總警司。 1989年：刑事情報科副指揮官、高級警司。 | 〈最長的一日．The Longest Day〉、〈泰美斯的天秤．The Balance of Themis〉                                      |
| 金偉廉 | 1989年：刑事及保安處處長。英國人，本名姓氏為Campbell。 | 〈泰美斯的天秤．The Balance of Themis〉、〈Borrowed Place〉                                                   |

### 黑社會
| 角色   | 介紹 | 登場章節                                                                 |
| 左漢強 | 黑道組織「洪義聯」油尖區首腦、星夜娛樂公司創辦人。                                                          | 〈囚徒道義〉                                                             |
| 任德樂 | 人稱「樂爺」，原為「洪義聯」高層，被左漢強逼出組織而另行成立「興忠禾」。                                    | 〈囚徒道義〉                                                             |
| 石本添 | 石氏兄弟的哥哥，香港頭號通緝犯之一。 1980年代主導彌敦道金飾店搶案、解款車劫案、李裕隆綁架案等多宗犯罪活動。 | 〈最長的一日．The Longest Day〉、〈泰美斯的天秤．The Balance of Themis〉 |
| 石本勝 | 石本添之弟，香港頭號通緝犯之一。 與其兄參與多宗犯罪活動，後於警方攻堅活動中彈身亡。                         | 〈泰美斯的天秤．The Balance of Themis〉                                  |

### 豐海集團
| 角色   | 介紹                                           | 登場章節                                |
| 俞永義 | 阮文彬之子，「豐海集團」的接班人。             | 〈黑與白之間的真實〉                    |
| 俞永廉 | 俞家的么子，比二哥俞永義年輕八歲。             | 〈黑與白之間的真實〉                    |
| 蔡婷   | 俞永義之妻，嫁入俞家前是位醫師。               | 〈黑與白之間的真實〉                    |
| 王冠棠 | 人稱「棠叔」，俞家的私人秘書。                 | 〈黑與白之間的真實〉、〈Borrowed Time〉 |
| 阮文彬 | 俞家命案中的死者，入贅至俞家掌管「豐海集團」。 | 〈黑與白之間的真實〉、〈Borrowed Time〉 |

### 黑與白之間的真實
在香港的警察歷史中，有一位無可匹敵的傳奇人物，他是一位精明幹練、特立獨行、錙銖必較的怪人。這位偵探，關振鐸，經歷了數十年的波瀾壯闊，從六〇年代的左派暴動，到七〇年代的警廉風波，再到八〇年代的兇悍歹徒，從九〇年代的主權移交，到〇〇年代的社會轉型，他無所不見、無所不聞。在這漫長的歲月中，他默默破獲了上百宗案件，為香港警隊的歷史寫下了光輝的一頁。
這位被譽為「破案機器」、「天眼」、「神探」的偵探，如今卻在病床上面對人生最後的考驗。2013年，關振鐸因癌症末期陷入昏迷，然而，徒弟駱小明決心以一種前所未有的方式，解開一樁困擾香港的豪門兇殺案。他將案情詳述給關振鐸聽，並利用高科技腦波儀器與電腦連接，試圖從師傅的微弱反應中尋找破案的線索。每當他問到案情的關鍵，關振鐸的「YES」或「NO」信號，成為了破解謎團的唯一線索。

### 泰美斯的天秤．The Balance of Themis
故事中，警方的一次攻堅行動以失敗告終，隨後發生了一場激烈的槍戰，結果人質全數喪命，這場悲劇讓人心痛。然而，關振鐸卻在眾多證物中，憑藉他敏銳的直覺和破案經驗，看穿了事件的真相。他發現兇手的冷酷無情，甚至令這位一向冷靜的神探也難得動怒，情感的波動在他身上顯得異常強烈。
攻堅失敗的新聞引發了激烈的討論，然而，這些討論中卻包含了某種對人質的冷漠與不理解。在大眾的眼中，受害者的身分成了道德辯論的焦點，有些人竟然將某些被害者形容為「死不足惜」，這樣的評價讓人不禁感到心寒。
故事的結尾，一些人為了保護自身的聲譽，居然試圖掩蓋事件的真相，這一行為更增添了無奈和憤慨。整個案件背後的陰暗面，不僅揭示了人性中的冷酷和自私，也反映了在社會的壓力下，許多人會選擇背離道德的選擇。

### Borrowed Time
本篇特別以第一人稱「我」視角呈現，時間背景設定在1967年，六七暴動的陰影籠罩著香港。「我」，這個貧困家庭中的年輕人，心中充滿對未來的迷茫與渴望，決定投考警察，試圖擺脫窮困的命運。然而，「我」的決定並未獲得家人理解，尤其是大哥，他對這條道路的堅決反對，讓我在掙扎中愈加堅定。
在這個過程中，「我」經常遇到兩位編號為「6663」和「4447」的警察。這兩位阿 Sir 身上各具特色，讓「我」對警隊有了初步的認識。偶然間，「我」還聽見鄰居們密謀的計劃，並決定將此事告訴其中一位警察，特別是那位辦事有些過於死板、對上級命令言聽計從的「阿七」。雖然他有些刻板，卻總是讓「我」感覺，他那份堅守職責的精神，讓「我」認為當警察似乎也不錯。

### 後記
「我們總以為自己走在正確的人生道路上，但走著走著，最後卻總是變了樣。我們企圖反抗自己的命運，但其實都只是在別人的鏡子裡看自己。」當你將整個故事串連起來，回顧第一篇《黑與白之間的真實》時，前後呼應的巧思不僅讓人感受到作者的心思縝密，也讓我們理解為何這本書會被譽為神作。
隨著故事的推進，讀者漸漸發現「我」和「阿七」的真實身分，其實早已落入作者精心設置的陷阱。原先毫不懷疑地從「我」的視角進入故事，隨著情節的發展，才恍然大悟自己一直以來的錯誤視角。這種情節上的反轉與深層次的設計，令人一再反思故事的本質。
每篇故事的真相和結局都出乎意料，作者在每一篇中巧妙地設計了細節，無論是曾經出現過的關鍵物品，還是看似微不足道的配角，都讓人印象深刻。正如作者在後記中所提，「當我們認為一個故事的主角有血有肉時，其實配角們也一樣，在那個虛構的世界裡一樣存在，跟主角一樣有靈魂。」每一個配角的刻畫都如此生動，無論他們的角色好壞，都為整個故事增色不少。
回想起故事中的配角，他們的存在與角色的發展，讓我在第六篇結局時突然想起某個角色的名字，當我翻回去確認時，發現那個人物的身影再次出現，瞬間我便感受到一股寒意。這樣的巧妙設計，不僅讓故事更具層次感，也讓人對每一個角色有了更深的認識和情感。

## 外部連結
- 【亞洲作家第一人】陳浩基小說《13·67》進軍日本　獲評年度海外推理小說冠軍（页面存档备份，存于）
- 時令讀物﹕以異鄉狀態存在的香港小說《13·67》
- 華文第一人！陳浩基《13·67》獲日本推理小說排行榜海外雙料冠軍（页面存档备份，存于）